# Neocorynurella viridis
Neocorynurella viridis är en biart som beskrevs av Engel och Klein 1997. Neocorynurella viridis ingår i släktet Neocorynurella och familjen vägbin. Inga underarter finns listade i Catalogue of Life.